# 403 aC
El 403 aC va ser un any del calendari romà prejulià. Era l'any 351 'Ab urbe condita', o de la fundació de Roma.

## Esdeveniments
- Restauració de la democràcia a Atenes. Trasibul, al capdavant dels demòcrates atenesos que s'havien refugiat a Tebes, atrinxerats a File, va resistir un atac dels Trenta Tirans. Més tard va capturar el Pireu. Els Tirans es van retirar a Eleusis, i el govern dels Deu, que va prendre el poder a Atenes, va reclamar en va ajuda d'Esparta. Al poc temps, el rei Pausànies d'Esparta va intervenir i va ajudar a Trasibul a recuperar la democràcia.[1]
- Partició de Jin entre Han, Zhao i Wei, i inici del Període dels Regnes Combatents.[2]
- A Roma es van elegir sis Tribuns amb potestat consular: Mamerc Emili Mamercí, Luci Valeri Potit, Api Claudi Cras, Marc Quintili Var, Luci Juli Jul i Marc Furi Fus.[3]
- Esparta intenta mitjançar en la guerra civil de Bizanci. El general espartà Clearc, enviat per trobar solucions, es va convertir en tirà de la ciutat i Esparta va enviar un altre estrateg contra ell.[4]
- Extensió de l'ús de la variant jònica de l'alfabet grec, que s'escrivia d'esquerra a dreta.[5]

## Necrològiques
- Críties, un dels Trenta Tirans, va morir en la batalla de Muníquia.[6]